# Jardin de sculptures de la Dhuys
Le jardin de sculptures de la Dhuys est un parc de sculptures de Chessy, en France, œuvre de Jacques Servières.

## Description
Le jardin de sculptures de la Dhuys se situe dans le nord de la commune de Chessy en Seine-et-Marne, sur la rive sud de la Marne. Il occupe un espace au débouché de la rue de la Marne, à son intersection avec l'ancien chemin de Meaux. Le jardin comprend une quarantaine de statues, réparties en deux groupes : un premier groupe où les statues sont disposées sur une pelouse d'environ 80 m sur 50 m, et un deuxième groupe où les statues s'élèvent le long d'un chemin de 200 m de long, entre la Marne et un champ. Le site est librement accessible.
Les statues sont monumentales, certaines atteignant 4 m de hauteur, et sont sculptées dans des blocs de pierre calcaire blanche assemblés par mortier. Elles représentent principalement des personnages humains, essentiellement féminins, ou des animaux, mythiques ou réels. Chaque sculpture porte l'initiale du sculpteur, ainsi que sa date de réalisation.

## Historique
Le site du jardin de sculptures est occupé à partir des années 1860 par l'aqueduc de la Dhuis, construit afin d'acheminer l'eau de la Dhuis (ou Dhuys) jusqu'au réservoir de Ménilmontant à Paris. Entre Chessy et Dampmart, l'aqueduc franchit la Marne par un pont-aqueduc. En 1939, au début de la Seconde Guerre mondiale, le pont est bombardé et détruit ; les pierres de l'ouvrage restent à l'abandon.
En 1987, le sculpteur Jacques Servières s'installe sur le site et décide de réutiliser les pierres du pont pour créer ses statues ; la municipalité de Chessy participe gracieusement à l'entretien du site. Le site cambodgien d'Angkor lui inspire ses premières réalisations, puis son inspiration évolue. Il réalise environ deux statues par an.
En 2016, Jacques Servières a donné une longue interview audiovisuelle en deux parties, dans le cadre d'une série thématique sur les représentations autour de l'art, en collaboration avec le collectif l'Humain visible. L'occasion de revenir plus longuement sur son parcours créatif. La vidéo est disponible sur la chaîne YouTube du collectif.